# Happiness in Slavery
«Happiness in Slavery» (в переводе с англ. — «Счастье в рабстве») — пятая композиция на мини-альбоме Broken американской индастриал-группы Nine Inch Nails, ставшая первым синглом из мини-альбома. В 1996 году Nine Inch Nails получили премию «Грэмми» в номинации «Лучшее метал-исполнение» за выступление с песней на фестивале Woodstock '94.

## Версии
На мини-альбоме Broken 1992 года и однотрековом промосингле
- «Happiness In Slavery» — 5:21

На мини-альбоме ремиксов Fixed
- 3 · «Happiness in Slavery» (ремикс Трента Резнора, Криса Вренны и Пола Кендалла) — 6:09
- 6 · «Screaming Slave» (ремикс Резнора, Вренны, Билла Кеннеди, Шона Бивана, Мартина Брумбаха и Боба Фланагана) — 8:00

На промосингле «Happiness in Slavery» (только на 12" грампластинке)
- A1 · «Happiness in Slavery» (версия Fixed) — 6:09
- A2 · «Happiness in Slavery» (Sherwood Slave remix) — 2:17
- B1 · «Happiness in Slavery» (PK Slavery remix) — 5:41
- B2 · «Happiness in Slavery» (версия Broken) — 5:21

## Видео
Клип, снятый Джоном Рейссом, был выпущен в 1992, его чёрно-белое изображение наряду с шокирующими визуальными спецэффектами производит сильное впечатление.
Мужчина (сыгранный Бобом Фланаганом) в костюме с галстуком
входит в комнату. Осмотрев помещение, он ставит цветок в вазу на полке и зажигает свечу, стоящую рядом. После чего он раздевается, аккуратно складывая вещи на стол под полкой. Абсолютно нагой, он идёт к небольшой ванной, над которой висит зеркало, и начинает обмывать себя, периодически смотря на своё отражение. Закончив, он подходит к загадочному устройству в центре комнаты и ложится на него.

Боб Фланаган в клипе «Happiness in Slavery»

Внезапно устройство «оживает». Вокруг запястий и лодыжек мужчины защёлкиваются кандалы, иглы начинают протыкать его руки. Он с интересом наблюдает за этим, испытывает и боль, и удовольствие одновременно. Щипцы и струбцина начинают оттягивать его гениталии. Множество щипчиков тянут и рвут его кожу, что, кажется, приносит ему ещё больше удовольствия. Несколько дрелей начинают сверлить его тело в разных местах, кровь льется на пол. Пол в комнате покрыт грязью, а под устройством растет небольшой сад, представляющий собой растения сальвии (шалфея предсказателей) и который будто бы удобрен кровью; в нём ползают черви.
Наконец несколько дробилок разламывают тело мужчины. Все эти действия доводят его до экстаза прежде, чем он окончательно умирает. Машина накрывает его тело и перемалывает в удобрение для сада, после чего самоочищается и «ожидает» следующую жертву.
В конце видео в комнату входит другой мужчина (Трент Резнор), одетый в такой же костюм, он совершает те же действия, что и предыдущий человек.
Ходят слухи, что единственной «нереальной» частью видео была заключительная — убийство мужчины устройством, все остальные сцены были настоящими. Кровь была создана с помощью бананового пюре и шоколада и выглядела очень реалистично в чёрно-белом кадре.
Видео было строго запрещено к показу сразу после появления за крайне жестокие сцены насилия и показа детальной наготы. Его можно увидеть на DVD «Closure» и в короткометражном фильме Питера Кристоферсона Broken. Оно также было включено в программу «Too Much 4 Much» английского телеканала MuchMusic, показывающую запрещённые по тем или иным причинам клипы.
В комментариях к видео Резнор сказал, что оно не создавалось, чтобы шокировать, это просто «наиболее подходящее визуальное сопровождение к песне».

## Живое исполнение
Исполнение «Happiness in Slavery» было основным элементом на концертах тура Self Destruct в поддержку альбома The Downward Spiral, так как в конце исполнения группа крушила оборудование. После 1995 года песня не исполнялась. Однако на концертах в конце тура Performance 2007 в поддержку альбома Year Zero песня «The Great Destroyer» начинается и заканчивается семплами из «Happiness in Slavery». В 2018 году, во время тура Cold and Black and Infinite песня снова стала исполняться вживую.

## Позиции в чартах
| Чарт (1992)            | Высшая позиция |
| ---------------------- | -------------- |
| Hot Modern Rock Tracks | 13             |